# Pollyxenus anacapensis
Pollyxenus anacapensis är en mångfotingart som beskrevs av Pierce 1940. Pollyxenus anacapensis ingår i släktet Pollyxenus och familjen penseldubbelfotingar. Inga underarter finns listade i Catalogue of Life.